# Memli Krasniqi
Memli Krasniqi (ur. 25 stycznia 1980 w Mitrowicy) – kosowski polityk, dziennikarz i tekściarz, przewodniczący Demokratycznej Partii Kosowa, minister kultury, młodzieży i sportu w latach 2011-2014.

## Życiorys
Ukończył studia w zakresie nauk politycznych i administracji publicznej na Uniwersytecie w Prisztinie, następnie ukończył studia magisterskie w zakresie stosunków międzynarodowych na London School of Economics.
W latach 1999-2000 pracował jako dziennikarz amerykańskiej agencji informacyjnej Associated Press.
Od 2004 roku jest aktywnie zaangażowany w działalność Demokratycznej Partii Kosowa.
W październiku 2008 został doradcą politycznym premiera Hashima Thaçigo oraz rzecznikiem rządu.
Od 22 lutego 2011 do 9 grudnia 2014 pełnił funkcję ministra kultury, młodzieży i sportu.

## Życie prywatne
Mieszka w Prisztinie z żoną Melizą i trzema dziećmi.